# علم الأرصاد متوسط الشمول

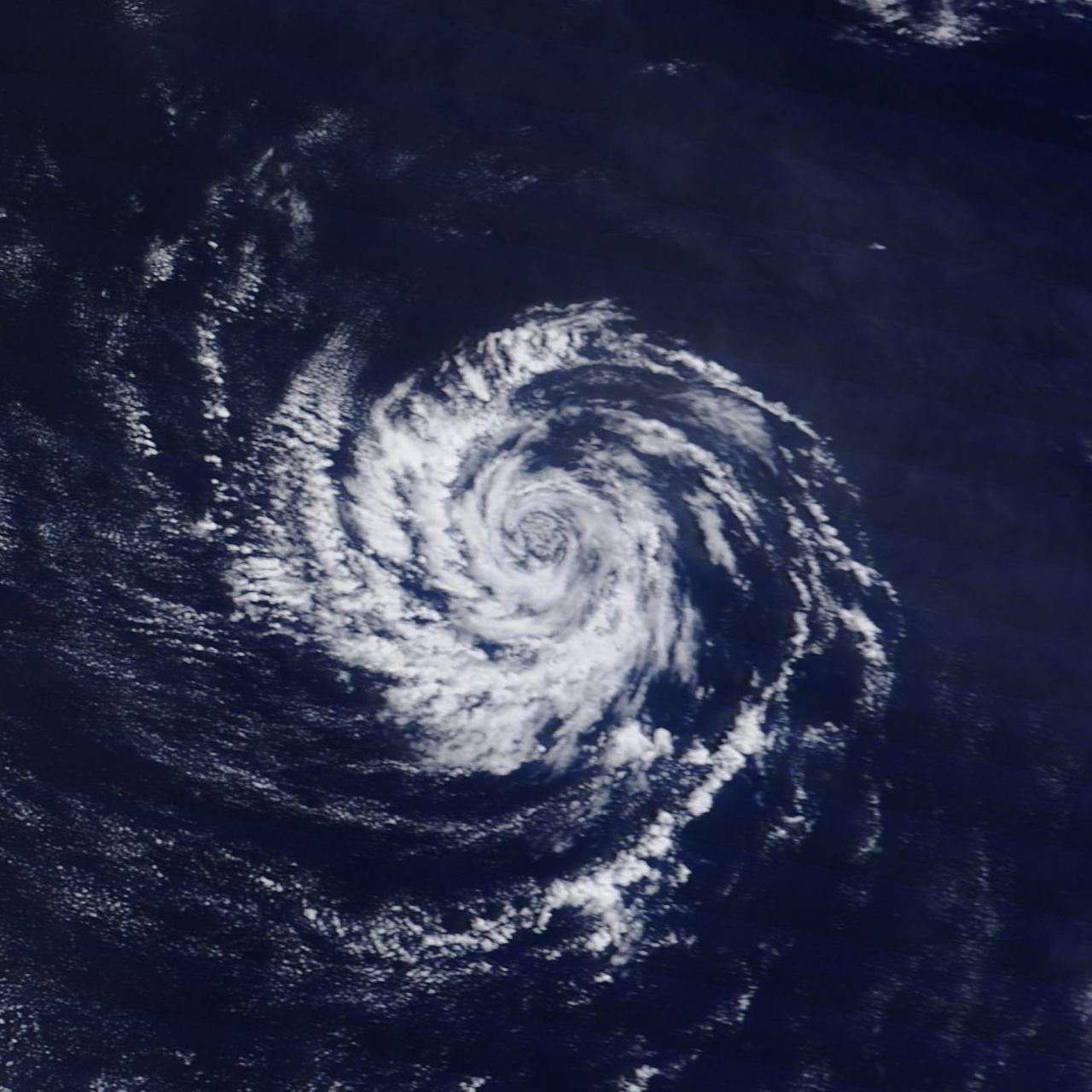
دوامة متوسطة الشمول.

علم الأرصاد متوسط الشمول  هو دراسة أنظمة الطقس بشكل أصغر من نطاق علم الأرصاد الإجمالي، بحيث يتراوح من نطاق حوالي 5 كيلومتر إلى عدة مئات من الكيلومترات.
من الأمثلة على أنظمة الطقس متوسطة الشمول كل من نسيم البحر وخط العواصف البحرية (Squall line)، بالإضافة إلى أنظمة الحمل الحراري متوسطة الشمول.